# Barnwell (Caroline du Sud)
Pour les articles homonymes, voir Barnwell.
La ville de Barnwell est le siège du comté de Barnwell, dans l’État de Caroline du Sud, aux États-Unis. Sa population s’élevait à 4 750 habitants lors du recensement de 2010, estimée à 4 542 habitants en 2016.

## Démographie
| 1880 | 1890 | 1900  | 1910  | 1920  | 1930  |
| ---- | ---- | ----- | ----- | ----- | ----- |
| 648  | 937  | 1 329 | 1 324 | 1 903 | 1 834 |

| 1940  | 1950  | 1960  | 1970  | 1980  | 1990  |
| ----- | ----- | ----- | ----- | ----- | ----- |
| 1 922 | 2 005 | 4 568 | 4 439 | 5 572 | 5 255 |

| 2000  | 2010  | - | - | - | - |
| ----- | ----- | - | - | - | - |
| 5 035 | 4 750 | - | - | - | - |

## Transports
Barnwell possède un aéroport (Barnwell County Airport, code AITA : BNL).

## Personnalité liée à la ville
Le chanteur James Brown est né à Barnwell en 1933.

## Source
- (en) Cet article est partiellement ou en totalité issu de l’article de Wikipédia en anglais intitulé « Barnwell, South Carolina » (voir la liste des auteurs).